# Китайская академия наук
Кита́йская акаде́мия нау́к (КАН, кит. трад. 中國科學院, упр. 中国科学院, пиньинь Zhōngguó Kēxuéyuàn, сокращённо кит. упр. 中科院, пиньинь Zhōngkēyuàn) или Академия наук КНР — высшая научная организация КНР, ведущий центр фундаментальных исследований в области естественных наук в стране. Одна из двух академий, утверждающих свое происхождение от Академии Синика (лат. Academia Sinica), основанной в 1928 году в Шанхае; вторая — сохранившая за собой название Academia Sinica на Тайване.

## Общая информация
Китайская академия наук была создана 1 ноября 1949 г. в Пекине. На момент создания в Академию вошли 16 научно-исследовательских институтов и 6 лабораторий, штат научных сотрудников составлял 224 человека.
К 1962 году количество ученых Академии выросло до 8 тыс. человек, а в 1967 в состав Академии входило 10 тыс. учёных.
В мае 1977 г. на базе Отделения философии и общественных наук КАН была создана Академия общественных наук КНР (АОН КНР, КАОН).
Начиная с середины 1980-х годов в рамках Академии наук также было создано большое количество коммерческих структур, например, компьютерная компания «Lenovo».
2 февраля 1999 года, по случаю 50-летия Китайской академии наук, в её честь астероиду, открытому 11 марта 1996 года в рамках пекинской Шмидт-ПЗС астероидной программы на наблюдательной станции Синлун, КНР, присвоено наименование 7800 Zhongkeyuan (название представляет собой записанное пиньинем сокращённое название Китайской академии наук).
С 2020 года руководит Академией наук президент Хоу Цзяньго.
КАН проводит мониторинг и исследования экологических систем и окружающей среды. При ней создано 13 ботанических садов и 26 гербариев. Экологические исследования являются одной из традиционно сильных областей работы КАН.
Последние достижения КАН включают ряд прорывов в области квантовой связи и вычислительной техники, новые успехи в изучении вновь возникающих вопросов сверхпроводимости, крупные прорывы в области исследований стволовых клеток и открытие ключевого фактора в регулировании развития интеллекта.
По данным официального сайта КАН на 2021 год, исследовательской деятельностью занято более 67900 человек, в их числе около 56000 профессиональных исследователей и ученых. Из них около 22800 являются профессорами или доцентами. Ученые академии реализуют около 30 процентов ключевых проектов в области фундаментальных наук Китая.

## Международное сотрудничество и программы
КАН придает большое значение международному сотрудничеству и рассматривает его как рецепт успеха и эффективного средства для развития науки и для решения глобальных проблем. Академия имеет обширные и разнообразные формы сотрудничества и партнерства с учеными во всем мире.
Например, КАН сотрудничает с немецким Обществом научных исследований имени Макса Планка (MPG) в области астрономии, медико-биологических наук и материаловедения. Кроме того, КАН и французский Институт Пастера совместно создали филиал Института Пастера в Шанхае.
Ученые КАН также приступили к реализации международных научных программ, таких как Третий полюс окружающей среды (TPE). Кроме того, исследователи КАН приняли активное участие в глобальных научных программах, таких как Проект «Геном человека» и создание Международного экспериментального термоядерного реактора. Также Академия принимает участие в различных международных программах по изменению климата.
Китайская Академия Наук также известна своей политикой поддержки молодых ученых. Она предоставляет им стипендии, которые распространяются, в том числе, и на ученых из других стран. Благодаря таким стипендиям КАН привлекла более 1000 зарубежных ученых для проведения исследований в своих институтах. Содействие интернационализации исследований в Китайской Академии Наук является частью политики этой организации.
Академия Наук также придает большое значение развитию научно-технического прогресса в развивающихся странах. Посредством специальных стипендий, введенных в 2004 году, КАН ежегодно приглашает около 50 ученых из развивающихся стран и предоставляет им возможность проводить исследования в институтах Китайской академии наук. Планируется начать программу подготовки докторов наук для ученых из развивающегося мира с ежегодным обучением не менее 150 человек.

## Структура
КАН включает в себя пять отделений:
- Отделение математических наук;
- Отделение физических наук;
- Отделение химических наук;
- Отделение наук о Земле;
- Отделение технических наук.

Сейчас Китайская Академия Наук включает в себя 104 научно-исследовательских института, 12 отраслевых академий и три университета.

## Филиалы
Филиалы КАН расположены в следующих городах: Пекин, Шэньян, Чанчунь, Шанхай, Нанкин, Хэфэй, Ухань, Гуанчжоу, Чэнду, Нинбо, Куньмин, Сиань, Ланьчжоу и в Синьцзян-уйгурском автономном районе.

## Институты

### Пекинское отделение
- Институт автоматики
- Национальная астрономическая обсерватория
- Институт биофизики
- Пекинский институт геномов
- Институт компьютерных технологий[кит.]
- Институт механики
- Национальный центр нанонауки и технологии
- Институт палеонтологии позвоночных и палеоантропологии
- Институт политики и управления
- Институт программного обеспечения
- Институт психологии
- Институт физики
- Институт теоретической физики
- Институт физики высоких энергий (Пекин)

### Отделение в Гуанчжоу
- Ботанический сад Южного Китая

### Отделение в Чанчуне
- Чанчуньский институт оптики, точной механики и физики
- Чанчуньский институт прикладной химии
- Северо-восточный институт географии и агроэкологии
- Чанчуньская обсерватория

### Отделение в Ланьчжоу
- Институт современной физики
- Цинхайский институт соленых озёр
- Институт геологии Ланьчжой
- Национальная научная библиотека Ланьчжоу

### Отделение в Хэфэй
- Хэфэйский институт естественных наук
- Научно-технический университет Китая

### Куньминское отделение
- Куньминский ботанический институт
- Куньминский зоологический институт[англ.]
- Институт геохимии
- Астрономическая обсерватория провинции Юньнань

### Уханьское отделение
- Уханьский институт физики и математики
- Уханьский ботанический сад
- Институт гидробиологии
- Институт вирусологии
- Институт геодезии и геофизики

### Шанхайское отделение
- Шанхайский институт органической химии
- Шанхайский институт информационных технологий
- Шанхайский институт технической физики
- Шанхайский институт оптики и точной механики
- Шанхайский институт Пастера
- Шанхайский институт биологических наук
- Шанхайский институт керамики
- Шанхайский институт прикладной физики

### Шеньянское отделение
- Институт изучения металлов
- Шеньянский институт автоматики
- Шеньянский институт прикладной экологии, ранее институт лесоводства и почвоведения
- Шеньянский институт компьютерных технологий
- Институт океанологии Циньдао
- Институт биоэнергетики и технологии биопроцессов Циньдао
- Янтайский институт исследований прибрежной зоны

## Президенты
- Го Можо (郭沫若, октябрь 1949 — июнь 1978)
- Фан И (方毅, июль 1979 — май 1981)
- Лу Цзяси (卢嘉锡, май 1981 — январь 1987)
- Чжоу Гуанчжао (周光召, январь 1987 — июль 1997)
- Лу Юнсян (路甬祥, июль 1997 — март 2011)
- Бай Чуньли (白春礼, март 2011 — декабрь 2020)
- Хоу Цзяньго (侯建国, с декабря 2020)

## Исследовательская деятельность
В августе 2010 года в издательстве «Синьхуа» был опубликован «Ежегодник Академии наук КНР» (кит. 中国科学院统计年鉴（2010）, ISBN：978-7-03-028950-6), а в также доклад о науке в КНР в 2010 году (кит. 2010科学发展报告, ISBN：9787030268266) (в тринадцатый раз).
Академия Наук КНР заняла 12 место в мире в списке исследовательских организаций, работы сотрудников которых публикуются в журнале Nature, за 2012 год.
Китайская Академия Наук публикует 267 научных журналов. За все время своего существования КАН опубликовала более 8 тыс. исследований.